# Valverde de Llerena
Valverde de Llerena is een gemeente in de Spaanse provincie Badajoz en in de regio Extremadura. Valverde de Llerena heet een oppervlakte 41 km² en 642 inwoners (1 januari 2016).

## Burgemeester
De burgemeester van Valverde de Llerena is Andrés Gómez Parra.

## Demografische ontwikkeling

### Volkstellingen
Bron: INE, 1857-2011: volkstellingen

### Jaarlijkse cijfers
| Jaar | Inwoners |
| ---- | -------- |
| 2001 | 818      |
| 2002 | 803      |
| 2003 | 790      |
| 2004 | 779      |
| 2005 | 762      |
| 2006 | 744      |
| 2007 | 730      |
| 2008 | 719      |
| 2009 | 714      |
| 2010 | 706      |
| 2011 | 689      |
| 2012 | 676      |
| 2014 | 662      |